# Sodeto
Sodeto es una localidad española perteneciente al municipio de Alberuela de Tubo, en los Monegros, en la provincia de Huesca (Aragón). Se creó entre los años cincuenta y sesenta como pueblo nuevo de colonización, edificado por el IRYDA sobre tierras expropiadas al duque de Villahermosa.
El casco urbano se asienta sobre una suave pendiente rodeada de pinares al pie del monte Sodeto del que toma el nombre. En la parte alta se sitúa la plaza alrededor de la cual se distribuyen los edificios públicos (iglesia, ayuntamiento, bar, etc..). Impresiona la sensación de organización y homogeneidad del pueblo, las casas y los edificios son todos de los mismos materiales y están todos diseñados bajo un mismo patrón, como corresponde a un pueblo de diseño oficial.